# Pic de l'Ouillon
Ne doit pas être confondu avec Pointe des Ouillons.
Pour les articles homonymes, voir Ouillon (homonymie).
Le pic de l'Ouillon est une montagne de France, dans les Alpes grées, en Savoie.

## Géographie
Dominant la vallée des Glaciers au nord-ouest, elle s'élève à 2 695 mètres d'altitude, au sud-ouest du col de l'Ouillon (2 612 m) qui le sépare  de la montagne de la Seigne (3 110 m) et au nord des Grandes aiguilles (2 905 m).

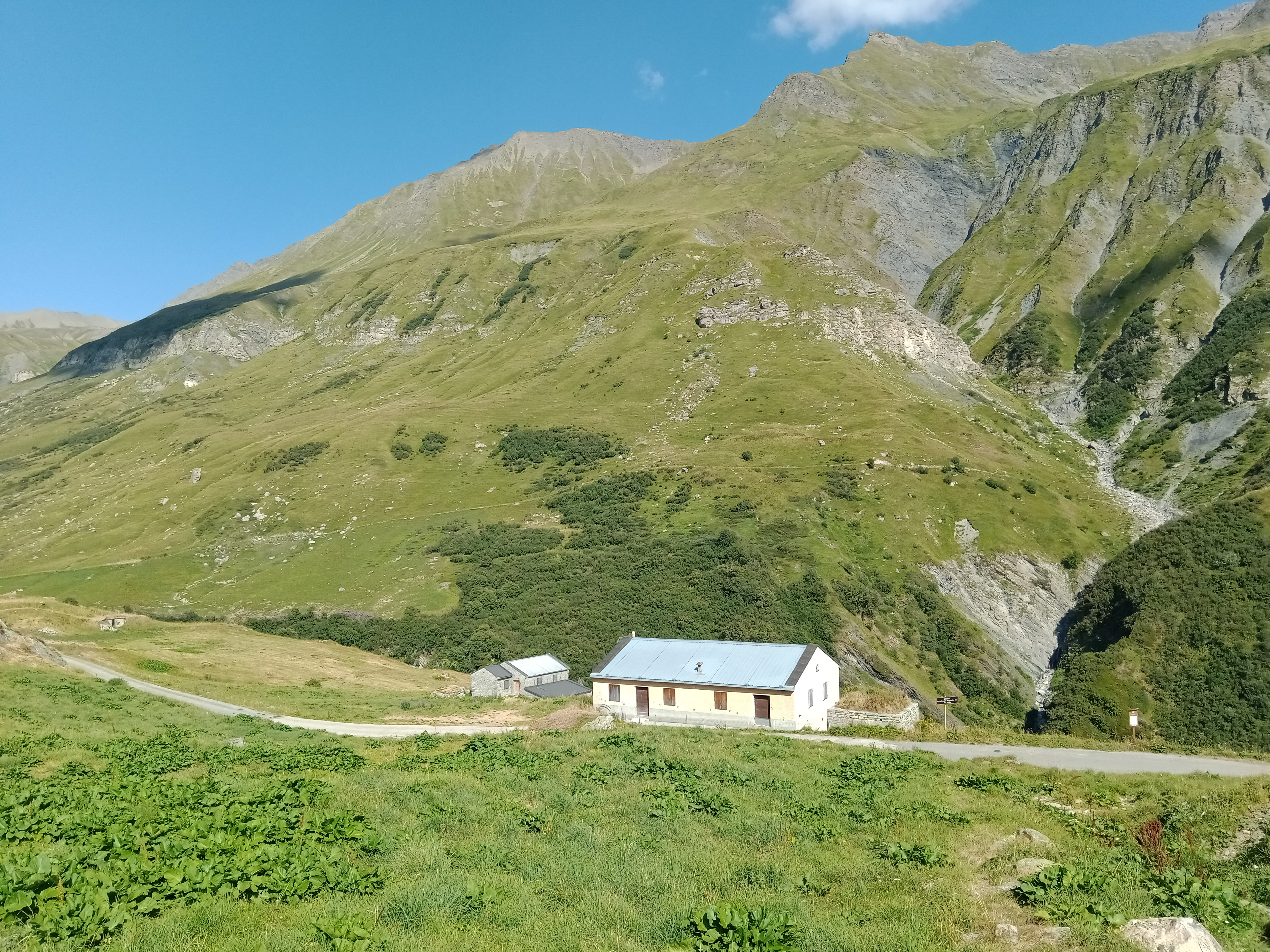
L'alpage du Chantel dans la vallée des Glaciers dominé par la montagne de la Seigne (à gauche) et le pic de l'Ouillon (à droite).